# Shok
Shok (albanisch für Freund) ist ein britisch-kosovarischer Historiendrama-Kurzfilm aus dem Jahr 2015 von Jamie Donoughue. Er beruht auf wahren Begebenheiten während des Kosovokrieges. Das Werk wurde in der Kategorie Bester Kurzfilm für die Oscarverleihung 2016 nominiert. Shok ist der erste Film aus dem Kosovo, der für einen Oscar nominiert wurde. Die Charaktere basieren – nach Erinnerungen von Eshref Durmishi – auf realen Personen.

## Inhalt
Die beiden 12-jährigen Jungen Petrit und Oki sind Freunde zur Zeit des Kosovokrieges, der zwischen der UÇK (Befreiungsarmee des Kosovo) und den militärischen Kräften Slobodan Miloševićs geführt wird. Die Geschichte zeigt die Angst der Kinder und ihre Situation im gespaltenen Land: Petrit handelt mit selbstgedrehten Zigaretten, die er an serbische Soldaten verkauft, während Oki der Meinung ist, dass man ihnen nicht vertrauen kann. Dennoch gelingt es Petrit ihn zu überreden, bei seinem nächsten Geschäft dabei zu sein. Während zunächst alles gutgeht, verlangt einer der Soldaten Okis Fahrrad. Tief enttäuscht über den Verlust, redet Oki kein Wort mehr mit Petrit.
Bei einer Busfahrt geraten die beiden in eine Straßensperre. Sie werden aufgefordert, auszusteigen und werden untersucht. Dabei werden bei Oki albanische Bücher entdeckt. Petrit steht ihm bei, indem er behauptet, die Bücher würden ihm gehören. Damit ist die Freundschaft wieder hergestellt. Petrit lädt Oki dazu ein, bei seiner Familie zu übernachten. Am Morgen wird das Haus jedoch von Soldaten gestürmt. Die Familienmitglieder werden nebeneinander aufgestellt und sollen erschossen werden. Durch Eingreifen eines Vorgesetzten entgehen sie jedoch diesem Schicksal. Stattdessen sollen sie mit ihren Habseligkeiten verschwinden. Während die Einwohner das Dorf verlassen, wird Oki durch einen gezielten Schuss in den Rücken getötet.

## Rezeption
Der Film wurde durch Mittel des Kosovo Cinematography Center unterstützt, das Institut selbst sprach vom „größten Erfolg“ in der Filmgeschichte des Kosovo, Shok habe „Türen geöffnet“.
Shok war auf verschiedenen (Kurz-)Filmfestivals zu sehen und wurde mehrfach und international ausgezeichnet.

### Auszeichnungen (Auswahl)
Gewonnen
- 2015: 
  - Publikumspreis des Aix-en-Provence International Short Film Festival
  - Publikums- und Jurypreis, zusätzlich den Preis der Jungen-Jury des Aspen Shortsfest
  - „Bester Film“ des Berlin Interfilm Festivals
  - „Bester Kurzfilm“ des HollyShorts Film Festivals
  - „Silbermedaille“ des Manhattan Short Film Festivals
  - Jurypreis des San Jose International Short Film Festivals

Ausgezeichnet
- 2015: „Bester Kurzfilm“ des UK Film Festivals
- 2015: „Festivalpreis“ des Sunscreen Film Festival West